# Peter Sager (Schiffbauer)
Peter Sager (* 24. März 1809 in Vegesack; † 31. Oktober 1869 in Vegesack) war ein deutscher Schiffbauer und Werftbesitzer.

## Leben
1841 übernahm Peter Sager den Schiffbaubetrieb von seinem Vater Jürgen Sager und führte diesen bis zu seinem Tod 1869 weiter. Danach musste die Werft den Betrieb einstellen, da ein geeigneter Nachfolger fehlte und außerdem der Holzschiffbau zu Ende ging. Das Werftgelände wurde später von Sagers Witwe Emma geb. Behn (1821–1899) an die Vegesacker Sparkasse verkauft. 1898 wurde auf dem Werftgelände das heute noch existierende Hotel/Restaurant Strandlust Vegesack errichtet. Das alte Wohn- und Kontorhaus an der Buchtstrasse (heute Rohrstrasse) wich 1911 dem Neubau der Sparkasse, der wiederum 2006 durch ein Appartementhaus ersetzt wurde.
1842 hatte Sager gemeinsam mit anderen Unternehmern, u. a. mit dem benachbarten Vegesacker Schiffbauer Hermann Friedrich Ulrichs, die Erlaubnis zur Errichtung einer Reparaturwerft an der Außenweser in Bremerhaven erhalten. Dieses war insofern von Bedeutung, als in dieser Zeit der Neubau von Schiffen erheblich zurückgegangen war. 1863 geriet das Unternehmen in finanzielle Schwierigkeiten, da der Neubaubetrieb nach kurzzeitiger Erholung erneut stark zurückgegangen war. Die Zahl der Beschäftigten war von etwa 100 um 1826 auf nur noch 50 abgesunken. Es gelang Peter Sager jedoch, den drohenden Konkurs abzuwenden.
Auf der Werft von Jürgen und Peter Sager wurden insgesamt 68 hölzerne Segelschiff-Neubauten, überwiegend für Bremer Reeder, und ein Flussdampfer erbaut. Hinzu kamen zahlreiche Reparaturarbeiten und Umbauten an beiden Standorten.

## Ehrungen
- Die Sagerstraße verläuft heute im Zentrum Vegesacks.
- Der Grabstein der Familie Sager hat sich hinter der Stadtkirche Vegesack an der Kirchheide erhalten.

## Schiffe
- 1815, Galiot Eduard ist das erste Schiff der Sager-Werft
- 1818, Flussdampfer Der Herzog von Cambridge
- 1848: Julius[1]
- 1851: Adelheid[2]
- 1855: Everhard Delius[3]
- 1857:  Laura[4]
- 1869, Schonerbark Anina ist das letzte Schiff der Werft